# Hippotis peruviana
Hippotis peruviana är en måreväxtart som beskrevs av Gustav Karl Wilhelm Hermann Karsten. Hippotis peruviana ingår i släktet Hippotis och familjen måreväxter.
Artens utbredningsområde är Colombia. Inga underarter finns listade i Catalogue of Life.